# Aleo Solar
Die Aleo Solar GmbH (eigene Schreibweise: aleo solar GmbH) produziert und vertreibt Solarmodule und ist Systemanbieter für den weltweiten Photovoltaik-Markt.

## Geschichte
Das Unternehmen wurde 2001 als S.M.D. Solar-Manufaktur Deutschland GmbH & Co. KG in Prenzlau gegründet und begann im August 2002 mit der Produktion von Solarmodulen. Die Kapazität wurde von 15 MW bis 2012 auf 280 MW gesteigert. 2005 wurde die S.M.D. in aleo solar AG und die Aleo Solar GmbH in aleo solar Deutschland GmbH umbenannt. Die aleo solar AG war seit 2006 an der Börse notiert. Im Februar 2007 wurde mit der Produktion von Solarmodulen in Spanien begonnen (bis 2012). Seit September 2008 wurde auch in China produziert (bis 2012).
Das Werk im spanischen Santa Maria de Palautordera wurde 2012 geschlossen, das Joint Venture mit Avim Solar im September 2012 beendet und das Werk in China ebenfalls stillgelegt (Gaomi, Provinz Shandong).
Die Aleo Solar AG gehörte seit 2009 mehrheitlich zur Bosch-Gruppe. Am 22. März 2013 gab Bosch die Absicht bekannt, sich von seiner Solarsparte zu trennen. Im September 2013 gab das Unternehmen die Auflösung der US-amerikanischen Tochtergesellschaft mit Sitz in Denver bekannt.
Im Februar 2014 wurde ein Vertrag mit der im Januar 2014 gegründeten SCP Solar GmbH geschlossen, der Erwerbsgesellschaft eines Konsortiums asiatischer Investoren, bestehend aus der taiwanesischen Sunrise Global Solar Energy Co. Ltd. (Tochtergesellschaft von Sino-American Silicon Products Inc.), der japanischen CHOSHU Industry Co. Ltd. und der in Hongkong ansässigen Pan Asia Solar Ltd. Am 16. April 2014 beschloss die außerordentliche Hauptversammlung mit der Stimmenmehrheit von Bosch die Auflösung der Aktiengesellschaft. Zum 16. Mai 2014 übernahm die SCP Solar im Rahmen eines Asset Deals die Produktion in Prenzlau (120 Megawatt Jahreskapazität), die Marke „aleo“ und rund 200 Mitarbeiter von der (alten) aleo solar AG. Anschließend änderte die SCP Solar GmbH ihren Namen in aleo solar GmbH.

## Aktie
Die Aleo solar AG ging im Juli 2006 an die Börse. Der Bosch-Konzern erwarb im Laufe der Jahre eine zunehmende Aktienmehrheit, erreichte am 28. Februar 2011 die Schwelle von 75 % und erhöhte diesen Anteil danach auf über 90 %. Mitte des Jahres 2011 stieg der Kurs auf über 26 Euro, fiel aber in den Folgejahren, bedingt auch durch die Krise in der Solarindustrie.
Ein weiterer Großaktionär war Wilhelm Konrad Thomas Zours mit über 4 %. Der Rest befand sich im Streubesitz von insgesamt rund 1600 Kleinaktionären. Bis 2014 war die Aktie noch im regulierten Markt an der Frankfurter Wertpapierbörse sowie im Freiverkehr an den Börsen München und Hamburg verfügbar.

## Standorte
Der Produktions- und Verwaltungsstandort der operativ tätigen Aleo Solar GmbH ist Prenzlau. Die aleo solar AG hatte ihren Verwaltungssitz in Oldenburg (Niedersachsen). Vertriebsniederlassungen gab es in Australien, Großbritannien, Spanien und den USA mit jeweils eigenen Firmen. In Asien war die Aleo Solar AG bis 2012 mit dem Joint Venture Avim Solar Production Co. Ltd. engagiert. Eine italienische Tochterfirma wurde von der SCP Solar GmbH übernommen.